# سیارک ۱۳۸۲۴
سیارک ۱۳۸۲۴ (به انگلیسی: 13824 Kramlik، نامگذاری:1999VG86) سیزده هزار و هشتصد و بیست و چهارمین سیارک کشف شده‌است که در ۵ نوامبر ۱۹۹۹ کشف شد.
قدر مطلق سیارک برابر ۱۷.۸ است.